# Trường Trung học phổ thông Nguyễn Huệ, Ninh Bình
Trường THPT Nguyễn Huệ, Ninh Bình là một trường trung học phổ thông của Ninh Bình, thuộc hệ thống trường trung học của Việt Nam. Trường tọa lạc ở Tổ 9 phường Bắc Sơn - thành phố Tam Điệp - tỉnh Ninh Bình.

## Lịch sử hình thành
- Trường THPT Nguyễn Huệ, Tam Điệp được thành lập ngày 27/12/1980, ban đầu là trường trung học vừa học vừa làm hệ bổ túc văn hóa.
- Ngày 30/8/1983 Trường được chuyển đổi thành trường PTTHKT trực thuộc thị xã Tam Điệp.
- Ngày 16/11/1999 Trường được đổi tên thành trường THPT Nguyễn Huệ, theo tên vị anh hùng dân tộc có sự nghiệp gắn bó với vùng đất Tam Điệp xưa là phòng tuyến Tam Điệp của Vua Quang Trung.

## Thành tích
- Năm 1996: Huân chương lao động hạng Nhất.
- Năm 2001: Huân chương lao động hạng Nhì.
- Năm 2006: Huân chương lao động hạng Nhất.
- Năm 2003: Bộ GD&ĐT tặng cờ thi đua xuất sắc.
- Năm 2004: Thủ tướng Chính phủ tặng cờ thi đua xuất sắc và bằng khen về thành tích 10 thực hiện cuộc vận động "Dân chủ- Kỷ cương - Tình thương và trách nhiệm"
- Các năm học 1997-1998, 2001-2002, 2002-2003, 2004-2005 và 2005-2006 được UBND tỉnh tặng cờ thi đua xuất sắc.
- Năm học 2006-2007: Huân chương lao động hạng Nhất, công nhận trường đạt chuẩn Quốc gia giai đoạn 2001-2010.
- Học sinh giỏi cấp Tỉnh và Quốc gia: 23 học sinh đạt giải Quốc gia ở các môn văn hoá. Văn học - Lịch sử - Sinh học- Hoá học và CASIO. Là đơn vị tốp đầu có nhiều thành tích về công tác Bồi dưỡng học sinh giỏi Tỉnh và Quốc gia.
- Tỷ lệ học sinh đỗ ĐH-CĐ năm đầu ở các năm từ 1998-2006 bình quân 63,75%. Đặc biệt từ năm 2007 - 2009 đều đạt trên 80%

## Cơ sở hạ tầng
- Tổng diện tích khuôn viên nhà trường: 23.885m2.
- Có 27 phòng học văn hóa, 12 phòng học bộ môn (02 Vật lý, 02 Hoá học, 02 Sinh học, 03 tin học, 02 Học tiếng, 01 phòng trình chiếu giáo án điện tử
- Thư viện: 02 phòng (01 phòng sách và 01 phòng đọc) được trang bị nhiều tài liệu phục vụ việc tra cứu và tham khảo cho giáo viên và học sinh.
- Khu hiệu bộ: các phòng lãnh đạo BGH, phòng sinh hoạt các tổ chuyên môn, hội trường, phòng điều hành.
- Khu thể chất gồm: sân bóng đá, bóng rổ, cầu lông và nhà thi đấu đa năng.